# Симчишин, Александр Сергеевич
Александр Сергеевич Симчишин (4 ноября 1980, Йосиповка Старосинявского района) — украинский чиновник, общественно-политический деятель. С 2015 — городской голова Хмельницкого от Всеукраинского объединения «Свобода».

## Биография

### Образование
В 1997 году с золотой медалью окончил общеобразовательную школу № 2 в пгт. Старая Синява.
В 2002 году окончил исторический факультет Каменец-Подольского государственного университета имени Ивана Огиенко и поступил в аспирантуру Каменец-Подольского государственного университета, избрав для исследования деятельность еврейской социалистической организации «Бунд».
В течение трёх лет был главным редактором еврейской газеты «Шалом алейхем».
В 2007 году защитил диссертацию и получил научную степень кандидата исторических наук.

### Трудовая деятельность
В 2007—2010 годах работал доцентом кафедры правоведения Хмельницкого института социальных технологий Открытого международного университета развития человека «Украина».
В 2010—2014 годах — декан экономико-правового факультета Хмельницкого института социальных технологий Открытого международного университета развития человека «Украина». Издатель и редактор газеты «Националистический век».

### Политическая карьера
В возрасте 17 лет стал членом ВО «Тризуб» им. Степана Бандеры, в 18 вступил в ряды Конгресса Украинских Националистов. Возглавив в 2007 году секретариат областной организации Конгресса Украинских Националистов, Александр Симчишин прилагает усилия, чтобы партия стала влиятельной и мощной силой на Хмельнитчине.
2009 г. — вступил в ряды ВО «Свобода».
31 октября 2010 избран депутатом Хмельницкого городского совета (фракция ВО «Свобода»).
С 25 апреля 2014 года по 7 октября 2014 года занимал должность первого заместителя председателя Хмельницкой областной государственной администрации, с 7 октября 2014 года по 7 июля 2015 года исполнял обязанности председателя Хмельницкой ОГА.

### Хмельницкий городской голова
На выборах городского головы 25 октября 2015 года Александр Симчишин выдвинут политической партией «Свобода». Победил с результатом 41943 (59,99 %) голосов, значительно опередив тогдашнего исполняющего обязанности городского головы Константина Чернилевского.

### Семья
Отец Сергей Васильевич Симчишин (1955 г. р.) — инженер, мать Галина Григорьевна Симчишина (1960 г. н.) — учительница украинского языка. В 2003 году Александр женился. С женой Светланой воспитывает троих детей, один из которых тоже Александр.

### Общественная деятельность
Вице-президент ФК Спортлидер+. В детстве мечтал о карьере футболиста. Со временем мечту о профессиональном футболе перерос. Выступал в чемпионате Хмельницкой области по футболу за старосинявскую «Энергетик-Икву». На марше фанатов в Хмельницком 31 марта 2009 года поддержал требования ультрас к руководству города.